# Lamposaari (ö i Kajanaland, Kajana, lat 64,15, long 28,07)
Lamposaari är en ö i Finland. Den ligger i sjön Rehja och Nuasjärvi och i kommunen Sotkamo i den ekonomiska regionen  Kajana ekonomiska region  och landskapet Kajanaland, i den centrala delen av landet, 500 km norr om huvudstaden Helsingfors. Öns area är 1,4 hektar och dess största längd är 180 meter i nord-sydlig riktning.